# 정몽진
정몽진(鄭夢進, 1960년 8월 5일 ~ )은 대한민국의 기업인이며 현재 KCC 대표이사 회장이다. 서울특별시 출신이며 부친은 KCC그룹 명예회장인 정상영이다.

## 학력
- 용산고등학교
- 고려대학교 경영학 학사
- 조지 워싱턴 대학교 대학원 국제경영학 석사

## 주요 경력
- 1991년: 고려화학 이사
- 1994년: 고려화학 전무이사
- 1996년: 고려화학 싱가포르 법인 대표이사 부사장
- 1998년: 고려화학 총괄부회장
- 2000년: 금강고려화학 대표이사 회장
- 2005년~현재: KCC 대표이사 회장

## 수상 경력
- 2008년: IMI 경영대상 글로벌 경쟁력 부문상
- 2009년: 매경이코노미 올해의 CEO
- 2012년: 매경이코노미 올해의 CEO
- 2010년: 울산대학교 공로상[1]

## 상훈
- 2012년: 체육훈장 거상장[1]